# Machinae Supremacy
Machinae Supremacy (czasami skracane do "MaSu") – zespół muzyczny z Luleå w Szwecji, który tworzy muzykę z różnych gatunków, od power metal po bitpop.

## Profil artystyczny
Zespół sam zdefiniował swój gatunek jako SID Metal, ponieważ zwykle do tworzenia muzyki używają Elektron SidStation, który zawiera chip SID znajdujący się w komputerze Commodore 64. Członkowie zespołu są zwolennikami formatu Ogg Vorbis.

## Historia
Machinae Supremacy zostało założone latem 2000 przez Roberta Stjärnströma, Kahla Hellmera i Jonasa Rörlinga. Gordon (Andreas Gerdin), przyjaciel Jonasa, przyłączył się do zespołu grając na klawiaturze elektronicznej, a Tobbe doszedł jako perkusista. W 2002 Tobbe opuścił zespół, a jego miejsce zajął Tomas Nilsén, którego w 2011 roku zastąpił Niklas "Nicky" Karvonen.
W 2004 zespół wydał pierwszy komercyjny album Deus Ex Machinae. Później Kahl wyjechał z Luleå i nie mógł być członkiem grupy. Wtedy jego miejsce zajął Johan Palovaara, który z różnych przyczyn opuścił zespół z dniem 9 października 2007.  Do 20 czerwca 2011 roku basistą zespołu był Johan "Dezo" Hedlund, który z powodu różnicy zdań odnośnie do dalszego charakteru twórczości odszedł od niego, pozostając w przyjacielskich stosunkach z resztą Machinae Supremacy.

## Członkowie zespołu
- Robert 'Gazz' Stjärnström – wokal, gitara (od 2000)
- Jonas 'Gibli' Rörling – gitara (od 2000)
- Andreas 'Gordon' Gerdin – keyboard (od 2000)
- Niklas 'Nicky' Karvonen – perkusja (od 2009)
- Tomi Luoma – gitara (od 2013)

### Poprzedni członkowie
- 'Tobbe' – perkusja (2000−2002)
- Tomas Nilsén – perkusja (2002–2009)
- Kahl Hellmer – gitara basowa (2000−2005)
- Johan 'Poe' Palovaara – gitara basowa (2005–2007)
- Jonas 'Dezo' Hedlund – gitara basowa (2007-2011)

## Dyskografia

### Utwory dostępne na oficjalnej stronie internetowej
Znane również pod nazwą utworów "Promo". Posortowane według daty wydania.
2001
- "Anthem Apocalyptica" – 3:25
- "Arcade" – 5:50
- "Fighters From Ninne" – 3:05
- "Follower" – 3:18
- "Hero" – 4:26
- "I Turn To You" – 5:19
- "March Of The Undead Part II" – 04:30
- "Missing Link" – 4:34
- "Origin" – 4:39
- "Sidstyler" – 3:15
- "The Great Gianna Sisters" – 4:34
- "The Wired" – 4:42
- "Timeline" – 4:37
- "Winterstorm" – 3:59

2002
- "Attack Music" – 3:45
- "Earthbound" – 4:50
- "Hubnester Inferno" – 4:15
- "Hybrid" – 3:56
- "Kings Of The Scene" – 3:29
- "Masquerade" – 4:54
- "Nemesis" – 4:57
- "Sidology Episode 1 – Sid Evolution" – 5:48
- "Sidology Episode 3 – Apex Ultima" – 7:00

2003
- "Bouff" – 3:16
- "Cryosleep" – 5:49

2004
- "Legion Of Stoopid" – 4:52
- "Soundtrack To The Rebellion" – 5:56

2005
- "Ghost (Beneath The Surface)" – 5:15
- "Loot Burn Rape Kill Repeat" – 4:21
- "Multiball" – 6:45
- "Steve's Quest" – 3:21

2006
- "Sidology Episode 2 – Trinity" – 12:50

2007
- "Fury" – 5:10

2008
- "Bionic Commando" – 1:57

### CrapPack™ oraz "Live in Lappfejden"
Poza oficjalnie wydanymi utworami Machinae Supremacy posiada zestaw piosenek (między innymi z projektów LifeForce, MaSuGN, Garden of Concrete oraz FLAK), a także nagrań koncertowych (Live in Lappfejden) dostępnych bezpłatnie.

### Albumy
- Deus Ex Machinae (2004, 2005)
- Jets’n’Guns Soundtrack (2004)
- Redeemer (2006)
- Overworld (2008)
- A View from the End of the World (2010)
- Rise of a Digital Nation (2012)
- Phantom Shadow (2014)
- Into The Night World (2016)